# Ducatópulo
Ducatópulo (em grego: δουκατόπουλον; romaniz.: Doukatópoulon; plural: doukatópouloi) foi uma moeda bizantina mencionada em alguns registros fragmentados do século XV de Tessalônica. Seu nome é um diminutivo da palavra ducado, e origina-se do fato dela ser a continuação do basílico desvalorizado dos anos 1340. Foi chamada por João Baduário como ducatello ou duchatello e valeu por volta de 1,5 quilates, o que implica que seria a menor moeda de prata (aprox. 1 grama) cunhada em Constantinopla. Equivalia, portanto, a 1/16 de hipérpiro e 1/8 de estavrato.